# Charles Carnegie (10e comte de Southesk)
Charles Noel Carnegie, 10e comte de Southesk (20 mars 1854 - 10 novembre 1941), est un noble écossais. 

## Biographie
Il est le fils de James Carnegie (9e comte de Southesk) et de sa première épouse Catherine Hamilton Noel, fille de Charles Noel (1er comte de Gainsborough). Il fait ses études à Harrow et à l'Université de St Andrews, et reçoit plus tard un diplôme honorifique de l'université en octobre 1902. Parmi ses divers honneurs, il est colonel honoraire dans l'artillerie Forfar et Kincardine, et lieutenant adjoint pour le Kincardineshire depuis le 5 janvier 1900. Il a la réputation d'être le meilleur tireur de gibier d'Écosse. Il épouse Ethel Mary Elizabeth Bannerman le 1er août 1891 et ils ont cinq enfants, trois fils et deux filles. 
Lui et sa femme sont brièvement mentionnés dans la série télévisée britannique à succès Downton Abbey, dans laquelle ils sont mentionnés comme rendant hommage à la fictive comtesse de Grantham (interprétée par Elizabeth McGovern), après leur participation à des funérailles familiales. 